# Air Arabia Egypt
Air Arabia Egypt (arabiska: العربية للطيران مصر) är ett egyptiskt lågprisflygbolag med bas på flygplatsen Borg El Arab i Alexandria i norra Egypten.
Flygbolaget grundades 9 september 2009 som ett dotterbolag till Air Arabia. Det fick trafiktillstånd av de egyptiska myndigheterna 22 maj 2010 och började flyga 10 juni samma år.
Air Arabia Egypt flyger inrikes i Egypten samt till destinationer i Mellanöstern, på Arabiska halvön samt till Milano i Italien. Flygbolagets flotta består idag (2021) av fyra Airbus 320-200 med en medelålder på 9,5 år.